# Le Jour de la Tchéka
Le Jour de la Tchéka est le 155e roman de la série SAS, écrit par Gérard de Villiers et publié en 2004 aux Éditions Gérard de Villiers (nouvelle publication en 2015 avec une page de couverture différente représentant Félix Dzerjinski).
L'action du roman se déroule courant 2004 à Moscou, en Russie.

## Personnages principaux
- Malko Linge
- Frank Capistrano
- Brian King
- Rem Tolkatchev
- Macha Iakoushkine
- Leonid Chevrikov
- Alexandra Portanski
- Larissa Nester
- Irina
- Elena Koudrine
- Nikolaï Gregorov
- Gregory Lissenko
- Constantin Yacoulev (dit « Kosta-la-Tombe »)
- Piotr Gavrilov
- Vladimir Poutine (brièvement)

## Résumé
Une informatrice de la CIA (Macha Iakoushkine), qui était en mesure de remettre à l'agence des documents top secrets sur les comptes bancaires personnels de Vladimir Poutine, est égorgée dans sa salle de bains. Frank Capistrano demande à Malko de tenter de mettre la main sur ces documents secrets. Brian King, chef de l'antenne de la CIA à Moscou, est chargé de l'épauler. 
Malko commence son enquête et contacte Leonid Chevrikov, qui connaissait Macha. Néanmoins Leonid Chevrikov est mis KO par suite d'une injection massive d'héroïne et hospitalisé sous bonne garde dans une clinique-prison du FSB. Puis Malko fait l'objet d'une tentative d'assassinat par des skinheads. Poursuivant avec difficulté mais détermination son enquête, il fait la connaissance de Larissa Nester, jadis secrétaire de Poutine à la mairie de Saint-Pétersbourg, qui est elle-aussi assassinée. La rencontre de Nikolaï Gregorov l'amène sur la piste de Gregory Lissenko, mais Gregorov est tué. Malko se demande si involontairement, il ne sert pas de « chien renifleur » au profit des sbires de Poutine : ne serait-il pas en train de rechercher et de trouver tous ceux qui pourraient connaître les secrets du maître du Kremlin, que celui-ci fait assassiner au fur et à mesure qu'il les découvre ?

## Remarques
- Frank Capistrano avait déjà été cité dans le volume Vengez le vol 800 (SAS no 125) et Ramenez-les vivants (SAS no 153).
- Malko n'était pas revenu en Russie depuis le volume La Piste du Kremlin (SAS no 137). Il retournera en Russie dans Polonium 210 (SAS no 167).
- Rem Tolkatchev sera un personnage récurrent par la suite, en tant que chef d'une cellule ultrasecrète chargée par Poutine de veiller à ses intérêts et à ceux de la Russie.